# Terillo
Terillo (Imera, ... – dopo il 480 a.C.) è stato un politico siceliota.

## Biografia
Terillo è menzionato esclusivamente da Erodoto nel racconto della battaglia di Imera del 480 a.C.: dallo storiografo di Alicarnasso sappiamo che Terillo, figlio di Crinippo, fu tiranno di Himera fino al 485-480 a.C. circa. Egli fu scacciato dalla città di cui era stato a capo da Terone di Agrigento, ma non sappiamo di quanto la cacciata di Terillo preceda il 480 a.C.: alcuni la pongono prima del 483 sulla base della notizia diodorea della durata triennale dei preparativi dei Cartaginesi per la battaglia.
Terillo cercò, poi, di rientrare in possesso della sua città alleandosi con il cartaginese Amilcare e con Anassilao di Reggio, a cui dette in sposa la figlia Cidippe.